# Giannis Gianniotas
Yiánnis Yianniótas (en grec moderne : Γιάννης Γιαννιώτας), né le 29 avril 1993 à Thessalonique, est un footballeur international grec qui évolue au poste d'attaquant droit à l'Apollon Limassol.

## Palmarès

### En club
- APOEL Nicosie
  - Champion de Chypre en 2016 et 2017
  - Finaliste de la Coupe de Chypre : 2017.

### En équipe nationale
- Équipe de Grèce des moins de 19 ans
  - Finaliste du Championnat d'Europe de football des moins de 19 ans en 2012